# Wild in the Country
Wild in the Country is een Amerikaanse dramafilm uit 1961, geregisseerd door Philip Dunne en met Elvis Presley in de hoofdrol.
Dit was de derde film die Elvis maakte sinds hij uit dienst was. Voor de film had Presley een aantal liedjes opgenomen in begin november 1960, die verspreid werden uitgebracht op singles en albums.

## Verhaal
Na een vechtpartij moet Glenn van het gerecht bij zijn oom Rolfe gaan werken; ook moet hij één keer per week een bezoek brengen aan maatschappelijk werkster Irene. Glenn heeft hier geen problemen mee en wordt verliefd op zijn jeugdvriendin Betty Lee, maar ook Noreen, de dochter van Rolfe, is erg in hem geïnteresseerd, evenals Irene.

## Rolverdeling
| Acteur             | Personage         |
| ------------------ | ----------------- |
| Elvis Presley      | Glenn Tyler       |
| Hope Lange         | Irene Sperry      |
| Tuesday Weld       | Noreen Braxton    |
| Millie Perkins     | Betty Lee Parsons |
| Rafer Johnson      | Davis             |
| John Ireland       | Phil Macy         |
| Gary Lockwood      | Cliff Macy        |
| William Mims       | Oom Rolfe Braxton |
| Raymond Greenleaf  | Dr. Underwood     |
| Christina Crawford | Monica George     |
| Robin Raymond      | Flossie           |